# Phaonia maculiaureata
Phaonia maculiaureata este o specie de muște din genul Phaonia, familia Muscidae, descrisă de Wang și Xue în anul 1997. Conform Catalogue of Life specia Phaonia maculiaureata nu are subspecii cunoscute.